# Coenosia subapicalis
Coenosia subapicalis är en tvåvingeart som beskrevs av Willi Hennig 1952. Coenosia subapicalis ingår i släktet Coenosia och familjen husflugor. Inga underarter finns listade i Catalogue of Life.